# Municipio de Jashuri
El Municipio de Jashuri (en georgiano: ხაშურის მუნიციპალიტეტი) es un distrito (raion) del mjare (región) de Shida Kartli en Georgia. Recibió la condición de "distrito" con la República Federal Socialista Soviética de Transcaucasia en 1930. La capital es la ciudad de Jashuri.